# Погашення (пошта)
Погашення (або гасіння) — сукупність різних способів анулювання знаків поштової оплати, як окремих, так і тих, що знаходяться на поштових відправленнях, за допомогою певних позначок, що запобігають подальше використання знаків для оплати поштових послуг. Гасіння слід відрізняти від надпечатки і франкотипа. Для погашення зазвичай використовують поштовий штемпель.
Гасіння знаків поштової оплати спецштемпелем у зв'язку з пам'ятною датою називається спецпогашенням і також виключає можливість прийому і обробки поштових відправлень з погашенням спецштемпелем знаками, маючи тим самим лише колекційне значення.
Часто до гасіння відносять і нанесення штемпельних позначок на самі поштові відправлення, що не торкаються поверхні знаків поштової оплати.